# Borrie socken
Borrie socken i Skåne ingick i Herrestads härad, ingår sedan 1971 i Ystads kommun och motsvarar från 2016 Borrie  distrikt.
Socknens areal är 4,31 kvadratkilometer varav 4,30 land. År 2000 fanns här 24 invånare.  Kyrkbyn Borrie med sockenkyrkan Borrie kyrka ligger i socknen. 

## Administrativ historik
Socknen har medeltida ursprung. 
Vid kommunreformen 1862 övergick socknens ansvar för de kyrkliga frågorna till Borrie församling och för de borgerliga frågorna bildades Borrie landskommun. Landskommunen uppgick 1952 i Herrestads landskommun som uppgick 1971 i Ystads kommun. Församlingen uppgick 2002 i Stora Köpinge församling.
1 januari 2016 inrättades distriktet Borrie, med samma omfattning som församlingen hade 1999/2000.  
Socknen har tillhört län, fögderier, tingslag och domsagor enligt vad som beskrivs i artikeln Herrestads härad. De indelta soldaterna tillhörde Södra skånska infanteriregementet, Herresta kompani.

## Geografi
Borrie socken ligger norr om Ystad. Socknen är en småkuperad odlingsbygd.

## Fornlämningar
Från stenåldern är två boplatser funna. Från bronsåldern finns en gravhög. 

## Namnet
Namnet skrevs 1546 Borrige och kommer från kyrkbyn. Efterleden är hög. Förleden är troligen borr, 'hål, sänka' syftande på en fördjupning invid högen.